# Sirenidae
I Sirenidae, Sirenidi o sirene, sono una famiglia di anfibi urodeli, di aspetto anguilliforme e neotenico. Sono una sorta di salamandre acquatiche raggruppate, per le loro peculiari caratteristiche, in un sottordine tassonomico, i Sirenoidea, a cui afferisce unicamente questa famiglia.
I membri della famiglia hanno gli arti anteriori molto piccoli, e la totale mancanza degli arti posteriori. In una sola specie, lo scheletro degli arti anteriori è cartilagineo. Le Sirene si trovano solo nella parte sud-orientale degli Stati Uniti e del Messico settentrionale.  A differenza della maggior parte delle altre salamandre, hanno le branchie esterne raggruppate insieme sul collo, nelle larve e negli adulti.
Sono spesso definiti come un ordine completamente diverso (Meantes o Trachystomata). L'analisi genetica pare confermare che le sirene non sono strettamente correlate a qualsiasi gruppo di salamandre.

## Caratteristiche
Le sirene sono generalmente anguilliformi, con due piccoli arti anteriori, e per il resto completamente sviluppate. Misurano 25-95 cm di lunghezza. Sono neoteniche, anche se le branchie larvali sono piccole e non funzionali in un primo momento. Solo gli adulti hanno pienamente sviluppato le branchie. A causa di questo aspetto la maggior parte delle sirene probabilmente si sono evolute da un antenato terrestre che aveva ancora una fase larvale acquatica. Come le anfiume, sono in grado di attraversare terreni umidi nelle notti di pioggia.
Tranne per alcune tracce di piccoli denti sul palato e sull'osso splenico sul lato interno della mandibola, la bocca ha perso la dentatura, sostituita da una guaina cornea che assomiglia a un becco. Le Sirene si nutrono soprattutto di piccoli vermi, lumache, gamberi, e alghe filamentose.
Se le condizioni idriche non sono adatte, una larva ridurrà le branchie a semplici moncherini. Sono in grado di scavare nel fango degli stagni in essiccazione racchiudersi in un bozzolo di muco per sopravvivere a periodi di siccità. Durante questi periodi, respirano con i polmoni piccoli ma funzionali.
A differenza di altre salamandre, un setto cardiaco interventricolare. Almeno due delle specie possono produrre vocalizzazioni. La struttura dei sistemi riproduttivi delle sirene suggerisce che hanno fecondazione esterna.

## Sistematica
La famiglia Sirenidae è suddivisa in due generi, con due e tre specie rispettivamente:
- Genere Pseudobranchus Gray, 1825
  - Pseudobranchus axanthus Netting & Goin, 1942 – sirena nana del Sud
  - Pseudobranchus striatus (LeConte, 1824) – sirena nana del Nord
- Genere Siren Österdam, 1766
  - Siren intermedia Barnes, 1826 – sirena minore
  - Siren lacertina Österdam, 1766 – sirena lacertina o sirena maggiore
  - Siren reticulata Graham, Kline, Steen, and Kelehear, 2018[2]